# کالتال
کالتال (به آلمانی: Kalletal) یک شهر در آلمان است که در Lippe واقع شده‌است. کالتال ۱۳٬۸۴۹ نفر جمعیت دارد.